# Zehrensdorf (Wiesenburg/Mark)
Zehrensdorf ist ein Wohnplatz im Ortsteil Klepzig der Gemeinde Wiesenburg/Mark im Landkreis Potsdam-Mittelmark in Brandenburg.

## Geografische Lage
Der Wohnplatz liegt nordöstlich des Ortsteils in einem Waldgebiet. Im Norden und Osten befindet sich die Gemarkung der Gemeinde Rabenstein/Fläming, im Westen der Wiesenburger Ortsteil Lehnsdorf.

## Geschichte
Die Siedlung erschien erstmals indirekt im Jahr 1362 durch einen Jacob Cernstorp, der in einer Urkunde in Treuenbrietzen aufgeführt wurde. Die erste urkundliche Erwähnung stammt aus dem Jahr 1383 als Czu Czernstorph, das im Besitz des Gutes Rabensteins war. In den Jahren 1419/1420 gab es im Dorf einen Richter, der die Gerichtsbarkeit und drei Hufen hielt. Das Dorf war zu dieser Zeit möglicherweise noch aktiv, wurde 1434/1435 als Czernstorff bi rabinstein erneut erwähnt und fiel bis 1453 wüst (zcwe wuste feldtmarcke genant zcernstorff vnd wulko).
Ende des 16. Jahrhunderts entstand auf der wüsten Feldmark ein Vorwerk, das 1625 als Vorwerk Rabenstein und Meierei Zehrensdorf mit 300 Acker Feld und 50 Acker Wiesenwachs mit einer Schäferei erschien. In den folgenden Jahrzehnten wurde lediglich von einem Vorwerk berichtet (1718), auf dem sich bis 1777 ein Windmüller niedergelassen hatte. Im Jahr 1837 erschien erneut nur das Vorwerk, 1858 mit Vorwerk und Forsthaus sowie drei Wohn- und sieben Wirtschaftsgebäuden. Im Jahr 1895 bestand Zehrensdorf aus Wohnhäusern. Vorwerk und Forsthaus sowie der Gutsbezirk Rabenstein wurden 1928 nach Klepzig eingemeindet und waren dort ab 1931 ein Wohnplatz. Im Jahr 1973 gab es in der Siedlung eine Revierförsterei.

## Bevölkerungsentwicklung
| Jahr      | 1817 | 1837 | 1858 | 1871 | 1885 | 1895 | 1905 | 1925 |
| Einwohner | 14   | 12   | 21   | 24   | 9    | 10   | 9    | 5    |